# Искатели правды
«Искатели правды» (англ. Truth Seekers) — британский комедийный телесериал. Премьера первых двух эпизодов состоялась на фестивале CannesSeries 10 октября 2020 года, а 30 октября 2020 года состоялся релиз на Prime Video.
11 февраля Ник Фрост через свою страницу в Instagram сообщил, что сериал закрыт после 1 сезона.

## Сюжет
Гас Робертс — ведущий инженер в компании SMYLE, крупнейшем британском операторе мобильной связи и интернет-провайдере. В свободное от работы время он занимается исследованием паранормальных явлений.

## В ролях
| Актёр              | Роль                |
| ------------------ | ------------------- |
| Ник Фрост          | Гас Робертс         |
| Эмма Д’Арси        | Астрид              |
| Самсон Кайо        | Элтон Джон          |
| Малкольм Макдауэлл | Ричард              |
| Саймон Пегг        | Дэйв                |
| Сьюзан Уокома      | Хелен               |
| Джулиан Бэрретт    | доктор Питер Тоинби |
| Тадж Атвал         | Элара               |
| Келли Макдональд   | «ДжоДжо 74»         |
| Розали Крэйг       | Эмили Робертс       |

## Эпизоды
| № общий | № в сезоне | Название                                                                                      | Режиссёр       | Автор сценария                                             | Дата премьеры   |
| ------- | ---------- | --------------------------------------------------------------------------------------------- | -------------- | ---------------------------------------------------------- | --------------- |
| 1       | 1          | «Призраки уголка Коннелли» «The Haunting Of Connelly’s Nook»                                  | Джим Филд Смит | Ник Фрост , Саймон Пегг , Джеймс Серафинович и Нат Сондерс | 30 октября 2020 |
| 2       | 2          | «Наблюдатель на воде» «The Watcher on the Water»                                              | Джим Филд Смит | Ник Фрост, Саймон Пегг , Джеймс Серафинович и Нат Сондерс  | 30 октября 2020 |
| 3       | 3          | «Девушка со всеми привидениями» «The Girl with All the Ghosts»                                | Джим Филд Смит | Ник Фрост, Саймон Пегг , Джеймс Серафинович и Нат Сондерс  | 30 октября 2020 |
| 4       | 4          | «Инцидент на Конвенте коллекционирования и косплея в Ковентри» «The Incident at CovColCosCon» | Джим Филд Смит | Ник Фрост, Саймон Пегг , Джеймс Серафинович и Нат Сондерс  | 30 октября 2020 |
| 5       | 5          | «Призрак зверя Бодмина» «The Ghost of the Beast of Bodmin»                                    | Джим Филд Смит | Ник Фрост, Саймон Пегг , Джеймс Серафинович и Нат Сондерс  | 30 октября 2020 |
| 6       | 6          | «Месть вдовы Чичестера» «The Revenge of the Chichester Widow»                                 | Джим Филд Смит | Ник Фрост, Саймон Пегг , Джеймс Серафинович и Нат Сондерс  | 30 октября 2020 |
| 7       | 7          | «Мальчик Хинкли» «The Hinckley Boy»                                                           | Джим Филд Смит | Ник Фрост, Саймон Пегг , Джеймс Серафинович и Нат Сондерс  | 30 октября 2020 |
| 8       | 8          | «Тень Луны» «The Shadow of the Moon»                                                          | Джим Филд Смит | Ник Фрост, Саймон Пегг , Джеймс Серафинович и Нат Сондерс  | 30 октября 2020 |

## Отзывы
Телесериал получил преимущественно положительные отзывы кинокритиков. На сайте Rotten Tomatoes у него 78 % положительных рецензий на основе 32 отзывов. На сайте Metacritic — 60 баллов из 100 на основе 10 рецензий.